# Brasiliscincus
Genre
Brasiliscincus est un genre de sauriens de la famille des Scincidae.

## Répartition
Les espèces de ce genre sont endémiques du Brésil.

## Liste des espèces
Selon The Reptile Database (31 juillet 2012) :
- Brasiliscincus agilis (Raddi, 1823)
- Brasiliscincus caissara (Reboucas-Spieker, 1974)
- Brasiliscincus heathi (Schmidt & Inger, 1951)

## Étymologie
Le nom Brasiliscincus dérive du latin scincus, scinque, en référence à la répartition des espèces de ce genre.

## Publication originale
- Hedges & Conn, 2012 : A new skink fauna from Caribbean islands (Squamata, Mabuyidae, Mabuyinae). Zootaxa, no 3288, p. 1–244 (texte intégral).